# Parko Paliatso
Parko Paliatso LUNA PARK is het grootste attractiepark van Cyprus, gelegen in Agia Napa. Het park bezit de hoogste omgekeerde bungee-attractie van Europa, de 90 meter hoge Sling Shot. Parko Paliatso werd in 1999 opgericht door Vali Amusements Ltd en omvat 40 attracties. Het pretpark beslaat een oppervlakte van 30.000 m² en is in en rond de zomermaanden elke dag van de week 's avonds geopend.

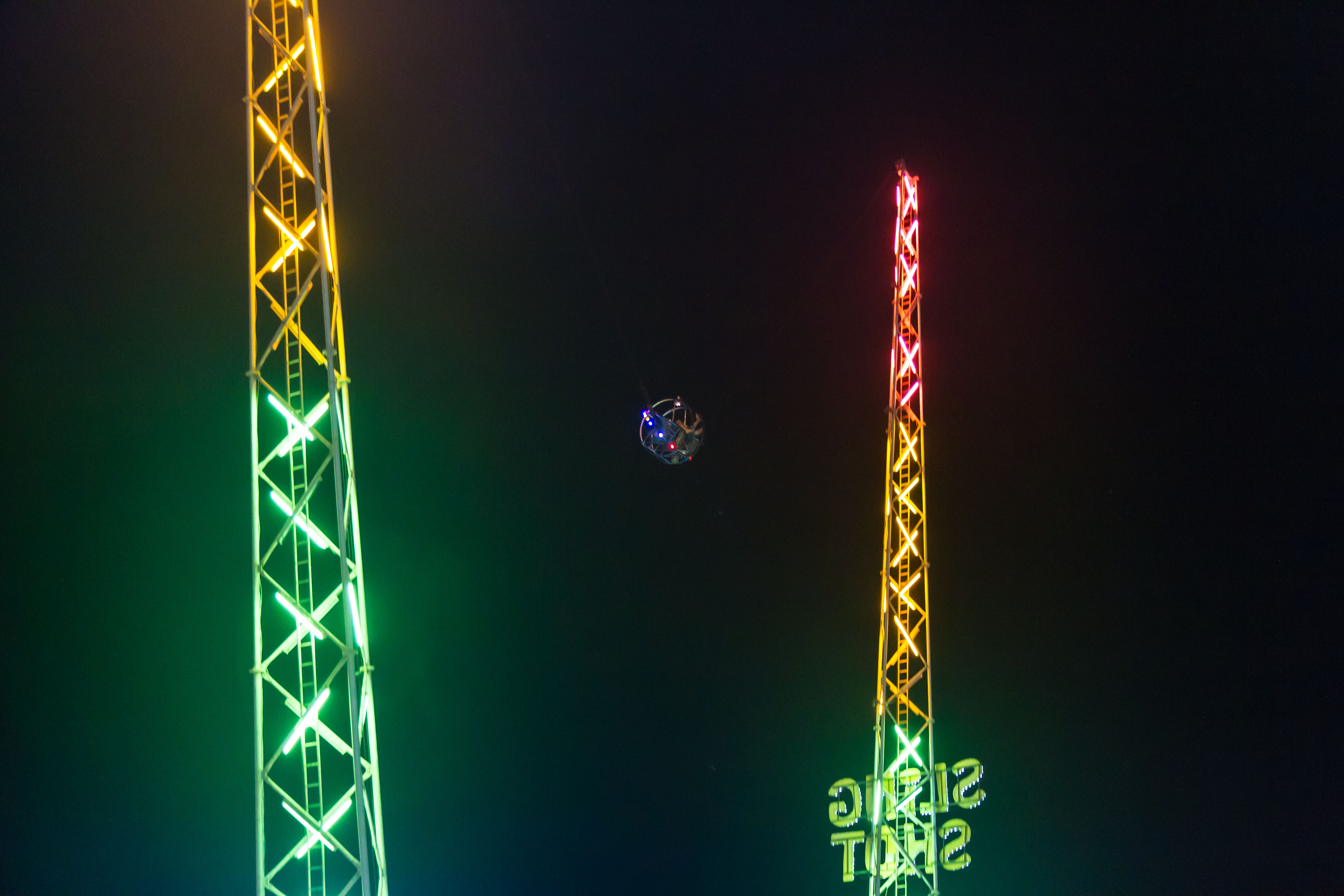
De Sling-Shot, de grootste attractie in zijn soort in Europa

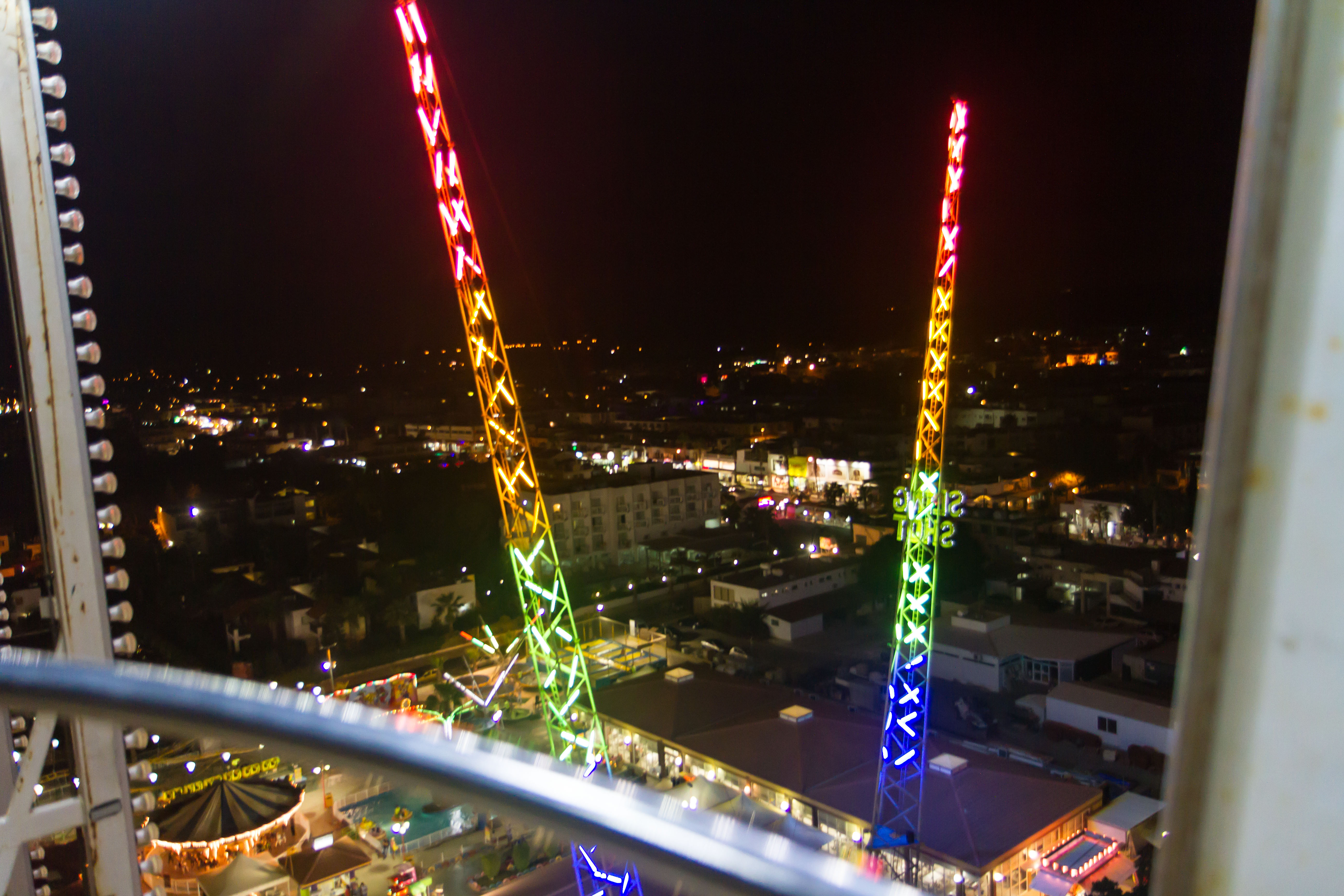
Uitzicht vanuit het 45 meter hoge Ferris Wheel (reuzenrad)

## Attracties
Parko Paliatso onderscheidt drie verschillende attractietypen:
- 3 ´extreme attracties´
- 10 ´familieattracties´
- 10 ´kinderattracties´

Bovendien heeft het park een aantal arcadehallen en kermisspellen zoals een schiettent en grijpautomaten.
In april 2018 opende de Looping Star in Parko Paliatso, een stalen achtbaan die voordien onder de naam Thunder Loop in het Nederlandse Attractiepark Slagharen stond. In 2023 werd deze achtbaan echter afgebroken en verkocht aan de Britse kermisexploitant Mellors, waardoor de achtbaan sindsdien op kermissen rondreist.